# Dwergrupsvogel
De dwergrupsvogel (Lalage fimbriata synoniem: Coracina fimbriata) is een vogel uit de familie Campephagidae (rupsvogels) uit Zuidoost-Azië.

## Kenmerken

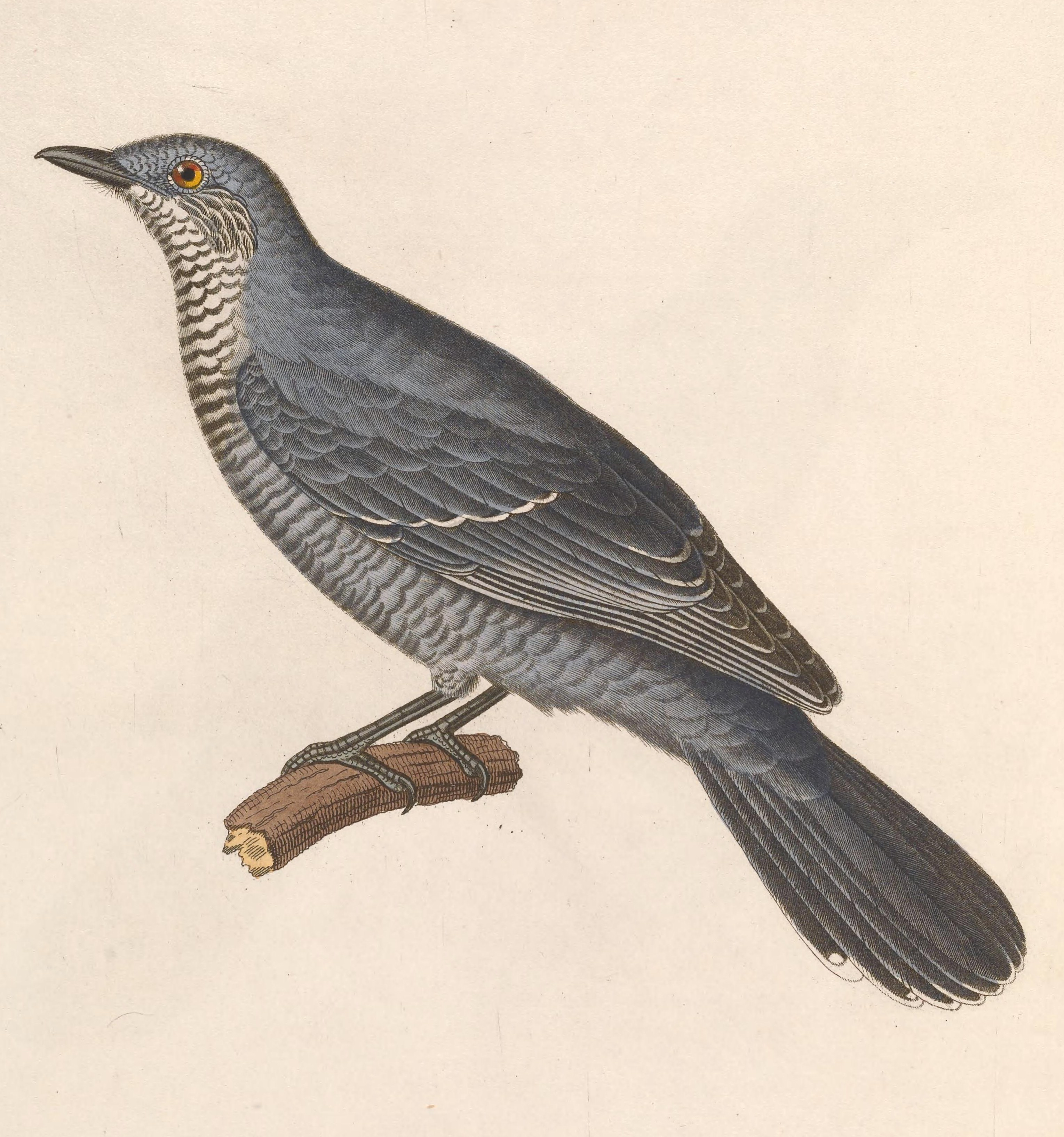
Vrouwtje

De dwergrupsvogel is de kleinste uit dit geslacht, 20 cm lang. Het mannetje is overwegend donkergrijs met een zwart "gezicht" en een lichtgrijze buik. Het vrouwtje is lichter van kleur met een smalle witte wenkbrauwstreep en op de buik en borst afwisselend licht en donkergrijs gestreept.

## Verspreiding en leefgebied
Het verspreidingsgebied is sterk gefragmenteerd en reikt van Myanmar, over het schiereiland Malakka en de Grote Soenda-eilanden minus Sulawesi. Het is een vogel die voorkomt in een groot aantal bostypen in laagland en heuvelland tot 300 m boven de zeespiegel.
De soort telt vijf ondersoorten:
- L. f. neglecta: zuidelijk Myanmar en zuidelijk Thailand.
- L. f. culminata: Malakka.
- L. f. schierbrandi: Sumatra en Borneo.
- L. f. compta: Simeulue en Siberut.
- L. f. fimbriata: Java en Bali.

## Status
Omdat de dwergrupsvogel een groot verspreidingsgebied heeft, is de kans op uitsterven gering. De grootte van de populatie is niet gekwantificeerd. Plaatselijk is de vogel nog algemeen (bijvoorbeeld in Myanmar, Thailand en op Borneo), elders schaars en achteruitgaand. Het tempo van achteruitgang wordt onder de 30% in tien jaar (minder dan 3,5% per jaar) geschat. Om deze redenen staat deze rupsvogel als niet bedreigd op de Rode Lijst van de IUCN.